# Nyssodesmus valerii
Nyssodesmus valerii är en mångfotingart som beskrevs av Chamberlin 1923. Nyssodesmus valerii ingår i släktet Nyssodesmus och familjen Platyrhacidae. Inga underarter finns listade i Catalogue of Life.